# Ein Kind mit Namen Jesus
Ein Kind mit Namen Jesus (Originaltitel: Un bambino di nome Gesù) ist ein Film aus dem Jahr 1987, der in Form einer Legende die Kindheit Jesu von Nazaret erzählt.

## Handlung
Die Geschichte beginnt in einem Grenzdorf zwischen Ägypten und Israel, wohin Joseph und Maria geflüchtet sind, nachdem Herodes der Große den Kindermord in Bethlehem anordnen ließ. Doch die Familie ist noch immer nicht in Sicherheit. Sefir, der Magier und Hofastrologe von Herodes Antipas, dem Thronfolger, weiß, dass ein Kind dem Massaker entkommen ist. Er möchte Jesus töten und plant einen Mordanschlag. Als dieser misslingt, fliehen Joseph, Maria und Jesus in Richtung Alexandria. Auf dem Weg dorthin empfängt Jesus Visionen von einem Mann, der Jünger um sich sammelt und den Menschen Hoffnung macht. Der knapp achtjährige Junge sieht sich selbst in der Zukunft. In Alexandria findet Joseph Arbeit auf einer Schiffswerft. Doch Sefir ist ihnen knapp auf den Fersen.

## Kritik
Das Lexikon des internationalen Films urteilte: „In ruhigen Bildern und mit Liebe zum Detail inszenierter Film, der anspruchsvolle, für jüngere Kinder allerdings schwer zugängliche Unterhaltung und Information bietet. Der weit ausladende Spannungsbogen setzt Durchhaltevermögen voraus.“

## Hintergrund
Der Film knüpft an einige Notizen aus den Geburtslegenden des Neuen Testaments an und malt diese fiktiv aus: Der Stoff des Films wird in der Bibel nicht erwähnt.
Der Film, der hauptsächlich für Kinder gedacht ist, wird jenen, die eine Verfilmung des Evangeliums erwarten, weniger gefallen. Dennoch schildert er detailliert die soziopolitischen Verhältnisse vor 2000 Jahren, die Religion der Juden und anderer Völker.
Regisseur Franco Rossi filmte an Schauplätzen in Tunesien und Marokko und konnte mit dem talentierten Jungschauspieler Matteo Bellina einen exzellenten Hauptdarsteller gewinnen, der vor der Kamera zugleich Kind und Gottes Sohn darstellen konnte.
Trotzdem kann dieser Film nicht an Erfolge wie beispielsweise von „Jesus von Nazareth“ von Franco Zeffirelli anknüpfen, da er eben keine reine Bibelverfilmung ist.
Bisher wurden zwar alle 4 Teile im deutschsprachigen Fernsehen, zuletzt im KiKA gezeigt, doch erschienen bisher nur die ersten beiden Teile als VHS. Im Dezember 2011 wurden alle vier Teile auf DVD veröffentlicht.

## Synchronisation
| Darsteller                 | Rolle                 | Synchronstimme    |
| -------------------------- | --------------------- | ----------------- |
| Frédéric Darie             | Elia                  | Joachim Tennstedt |
| Brahim Mastoura            | Gad                   | Helmut Krauss     |
| Maurizio Donadoni          | Jeder                 | Hubertus Bengsch  |
| Alessandro Gassmann        | Jesus als Erwachsener | Stefan Gossler    |
| Bekim Fehmiu               | Joseph                | Christian Rode    |
| Franco Interlenghi         | Livius Rufus          | Hermann Ebeling   |
| María del Carmen Sanmartin | Maria                 | Evelyn Maron      |
| Pierre Clémenti            | Sefir                 | Jacques Breuer    |